# Негидалци
Негидалци (рус. Негидальцы, нег. Элькан бэйэнин или Амгун бэйэнин) су тунгуско-манџурски народ, чији језик припада северној грани тунгуско-манџурских језика. Традиционална територија Негидалаца се налази око реке Амгун у Хабаровском крају Руске Федерације.

## Име
Имена која Негидалци користе за њих саме су Елкан Бејенин у преводу Локални Људи и Амгун Бејенин у преводу Амгунски Људи. Име Негидалци потиче из евенкијског језика и значи Људи са обале (Приморци).

## Популација
Према резултатима пописа становништва Руске Федерације, Негидалаца је 2010. било 513.

## Језик
Негидалски језик припада северној (тунгуској) грани тунгуско-манџурских језика и близак је евенкијском (тунгуском) језику. Постоје два дијалекта негидалског језика и то су доњоамгунски и горњоамгунски дијалекат. Од краја 20. века већина Негидалаца говори руским као матерњим језиком, а проценат говорника негидалског је у непрестаном опадању.

## Вера
Негидалци су већином православне вероисповести, али су се међу њима одржала традиционална анимистичка веровања и шаманизам.